# Usina do Gasômetro
Usina do Gasômetro, ou simplesmente Gasômetro, é uma usina de geração de energia desativada e transformada em centro cultural, localizada na cidade brasileira de Porto Alegre, capital do Rio Grande do Sul. Com sua enorme chaminé, é um dos mais conhecidos ícones da arquitetura de Porto Alegre e um ponto de referência para a cultura da cidade. O nome Gasômetro vem de uma usina anterior, localizada na mesma área, construída no fim do século XIX e que produzia gás para alimentação dos lampiões da rede de iluminação pública. O local onde foi instalada se tornou conhecido como a Ponta (ou Volta) do Gasômetro, e o nome se fixou. 
A segunda Usina já se destinava a produzir eletricidade para o abastecimento geral da cidade, iniciando a construção do seu grande prédio em 1926. Desde o início o projeto foi envolvido em controvérsias, custou quase o dobro do previsto e sua operação foi sempre problemática, com constantes queixas da população por variadas causas, embora o fornecimento de eletricidade em larga escala tenha propiciado um salto de desenvolvimento para a cidade, e a Usina, se tornado um símbolo de progresso e modernidade. Em 1958 o controle da empresa passou para o governo. No fim da década de 1960 o carvão, usado como combustível, foi substituído pelo óleo diesel, mas com a crise petrolífera de 1973 sua operação foi dificultada, encerrando as atividades em 1974. O edifício foi abandonado e entrou em decadência, sendo cogitada sua demolição.
Iniciou então um debate sobre seu destino, e um movimento organizado pela sociedade conseguiu sua preservação, sendo reconhecido oficialmente seu valor histórico em 1982 ao ser tombada pelo município, e em 1983 pelo IPHAE. Alguns anos mais tarde a Usina foi restaurada e transformada em centro cultural, inaugurado em 1991, que rapidamente se tornou um dos principais equipamentos culturais de Porto Alegre, organizando um vasto programa de atividades nas áreas de música, teatro, cinema, artes visuais, dança, além de oficinas, cursos, palestras, eventos, feiras e outros. Em 2017 foi fechada para novas reformas, reabrindo parcialmente em março de 2025, e em maio a Prefeitura anunciou a concessão da administração à iniciativa privada pelo período de 20 anos.

## História

### Antecedentes

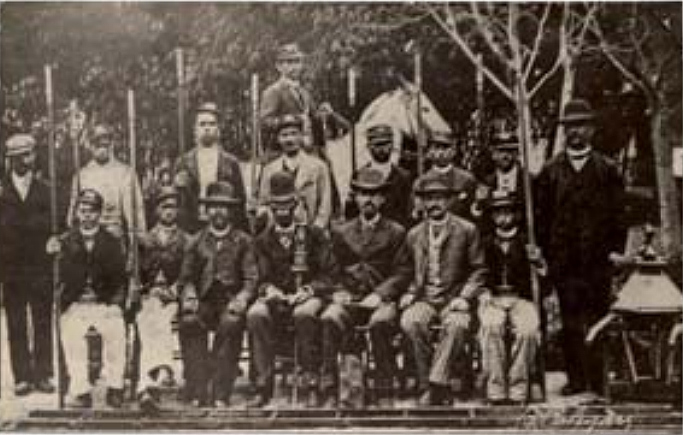
Acendedores de lampião de Porto Alegre, foto de Virgilio Calegari

A história da Usina está ligada ao desenvolvimento do sistema de iluminação pública da cidade, que no século XIX era feito através de lampiões alimentados com óleo de baleia, e depois com querosene. Em 1874 passou a operar na Praia do Riacho a primeira usina de gás, a Usina de Gás de Hidrogênio Carbonado, mais conhecida como Gasômetro, e daí vem o nome. O Gasômetro era operado pela Companhia São Pedro Brasil, pertencente ao francês Noel Paul Baptiste d'Ornano, e foi interligado a uma rede de tubulações, que passaram a alimentar os lampiões urbanos, sendo instalados cerca de quinhentos combustores. Entretanto, ainda permaneciam funcionando muitos lampiões a querosene nas periferias. Em 1896 um relatório da Intendência indicava a existência de 582 lampiões a gás e 276 a querosene.

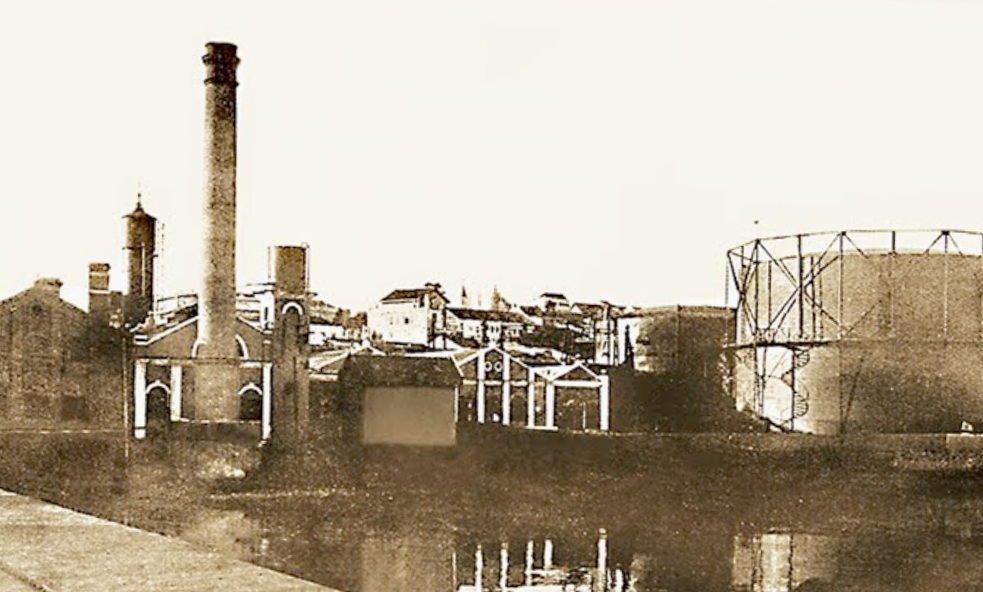
O primeiro Gasômetro em 1911

Com a chegada da eletricidade, o sistema movido a gás e querosene se tornou obsoleto e foi gradualmente sendo substituído. Em 1900 a Intendência lançou dois editais de concorrência para fornecedores de eletricidade, mas as propostas foram consideradas caras demais. Desta maneira, a Intendência tomou a si o encargo de construir uma usina termelétrica. A usina começou a funcionar em 1908. No ano seguinte os bairros receberam seiscentos pontos de luz elétrica, eliminando-se todos os lampiões de querosene, mas a usina tinha uma capacidade pequena e não atendia toda a demanda dos bairros, e o poder público se viu constrangido a permitir a operação de companhias privadas para complementar o abastecimento. Além da municipal, mais duas companhias foram fundadas nesta época: a Fiat Lux e a Companhia Força e Luz, A Força e Luz era a mais importante, surgindo com a fusão da Companhia Carris de Ferro Porto-alegrense com a Companhia Carris Urbanos de Porto Alegre. Até 1918 quase 1.500 lampiões a gás haviam sido substituídos por bicos elétricos.
Durante a Primeira Guerra Mundial (1914-1918) surgiram dificuldades para a navegação marítima, através da qual vinha o carvão inglês usado nas usinas, e o preço da lenha também subiu. A situação não se resolveu rapidamente. Enquanto isso, em 1923 foi fundada a Companhia de Energia Elétrica Rio-Grandense (CEERG), tendo como maior acionista a Companhia Estrada de Ferro e Minas de São Jerônimo, uma importante mineradora carioca que atuava no estado desde 1889 e tinha interesse de fomentar o mercado para o carvão gaúcho, que no entanto tinha baixa qualidade e gerava muita cinza em sua queima. Pouco depois a CEERG começou desenvolver os planos para a construção de uma nova termelétrica em Porto Alegre, pretendendo entrar no mercado metropolitano, sendo cogitados três locais para a instalação. A Superintendência dos Serviços Industriais sugeriu a Ilha do Pavão, para evitar inconvenientes para os moradores da cidade, mas foi escolhida uma área na Ponta da Cadeia junto ao antigo Gasômetro e à Praça da Harmonia, e à beira do Guaíba.

### Construção e operação
Em 16 de abril de 1926 foi lançada a pedra fundamental do "novo Gasômetro", que teve um custo estimado em 15 mil contos de réis, mas na realidade custou 25 mil contos. Para a construção foi contratada a empresa dinamarquesa Christian & Nielsen, com um projeto desenvolvido na Inglaterra, e a supervisão das obras ficou a cargo do engenheiro C. J. Hemm. O prédio de 37 metros de largura por 89 metros de comprimento seria o primeiro prédio industrial de concreto armado do estado.
Contudo, as verbas disponíveis não bastaram, e em novembro de 1927 foi preciso apelar para um financiamento do grupo norte-americano American & Foreing Power, representado no Brasil pela Companhia Brasileira de Força Elétrica (CBFE), que por sua vez era subsidiária da Electric Bond and Share Co. e do Banco Morgan de Nova lorque. As negociações foram difíceis, pois os financiadores exigiam a concessão do monopólio não só do fornecimento de energia elétrica e gás, mas a exploração do transporte público de bondes elétricos e ônibus, isenções fiscais, poder de desapropriar terrenos e imóveis para a instalação, e o direito de decidir sobre a necessidade de ampliação da rede. Por duas vezes as negociações foram encerradas sem que se chegasse a um acordo, pois a Intendência resistia à ideia do monopólio e considerava inaceitáveis as outras exigências. Em 1928 foi lançado outro edital de concorrência, mas o único candidato foi a CBFE, que exigiu uma resposta em seis dias. O Poder Público cedeu e assinou o contrato em 5 de maio de 1928. O processo todo foi muito criticado pelo jornal Correio do Povo, pelo chefe dos Serviços Industriais do município e por professores da Escola de Engenharia e do Instituto Eletrotécnico, pela sua falta de transparência, urgência desnecessária, estimativa de preços excessiva, falta de parâmetros técnicos claros e alijamento de outros concorrentes.

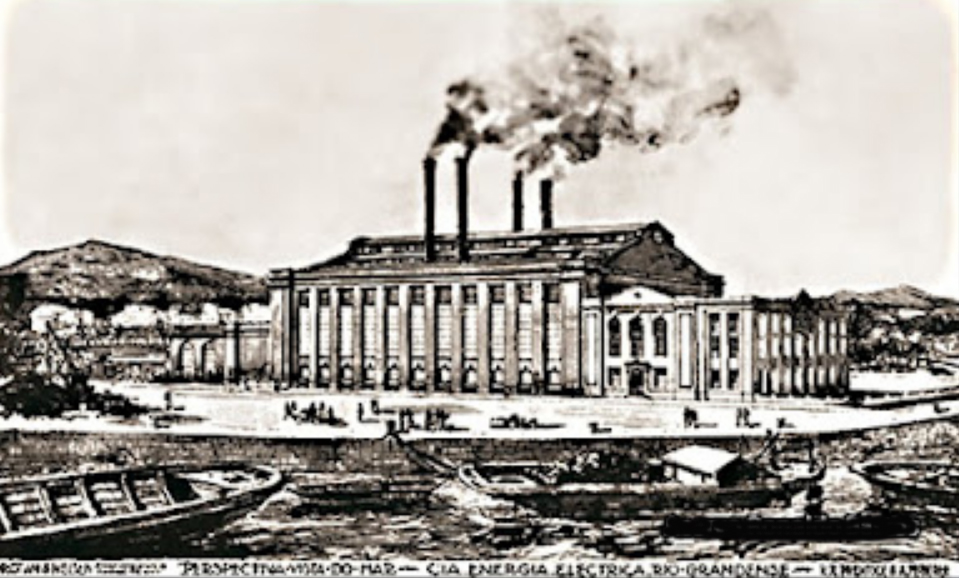
O projeto do novo Gasômetro apresentado pela empresa Christian & Nielsen, 1926

A Usina foi inaugurada em 15 de novembro 1928, tinha uma capacidade de 20 mil Kilowatts, equipamentos modernos, funcionários qualificados, e, segundo o IPHAE, "contribuiu de forma significativa para a modernização não apenas da cidade de Porto Alegre, mas também do Brasil, quando a industrialização nacional dava os seus primeiros passos". A construção se inseriu ainda num ambicioso programa dos governos estadual e municipal que vinha sendo desenvolvido desde o início do século, com o objetivo de modernizar a cidade e redesenhar o perfil urbano com novas ruas, praças e avenidas, higienização do Centro Histórico e um intenso programa construtivo de imponentes edifícios públicos e privados. Nas palavras de Emerson Guimarães, "podemos dizer que a Usina do Gasômetro, sendo a grande fornecedora de energia para a cidade, incorporava os elementos simbólicos de um imaginário fascinado pela ciência, pela eletricidade e por sua ilimitada força geradora. Ela estaria, portanto, simbolicamente associada ao moderno, ao progresso e à civilização. [...] Desta forma, tratar da história inicial da Usina do Gasômetro é tratar de um ícone de nossa modernidade". Mais do que isso, ela fomentou o uso da eletricidade nos setores industrial e comercial e nos ambientes domésticos, contribuindo decisivamente para uma significativa mudança econômica e cultural. "Por tudo isso, por empreender, portanto, um novo ritmo para a cidade, pode ser considerada um dos elementos mais importantes na constituição do imaginário simbólico da Belle Époque porto-alegrense". Segundo De Bem, Araújo & Waismann, é "um dos prédios mais famosos da cidade de Porto Alegre".

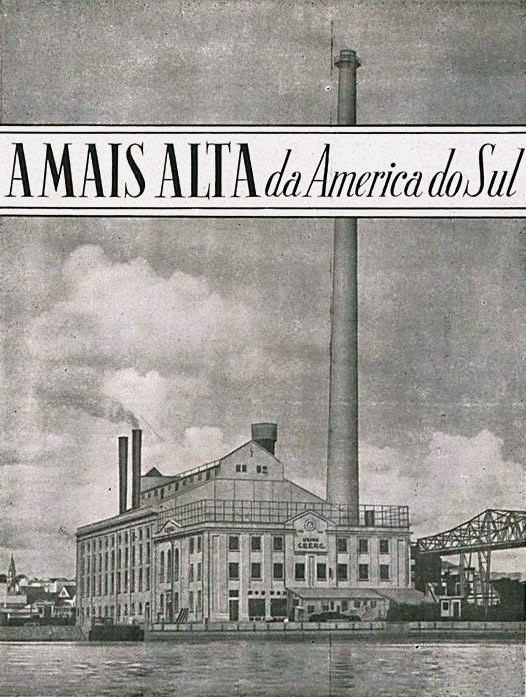
Publicidade na Revista de Arquitetura do Rio de Janeiro, 1932

Apesar da propaganda positiva do governo e da própria empresa, sua atuação não foi desprovida de conflitos e problemas. Além da contratação criticada, eram frequentes os cortes de energia, às vezes por vários dias consecutivos, mesmo em locais centrais importantes como a Biblioteca Pública e cinemas, mas especialmente nos bairros, gerando muitas reclamações. Além dos funcionários técnicos, havia dezenas de operários empregados no carregamento do carvão e na alimentação das fornalhas, que tinham equipamentos precários, recebiam baixos salários e cumpriam longas jornadas em um trabalho insalubre; muitos deles eram presidiários, e houve muitos relatos de casos de doenças ligadas ao trabalho. O transporte público assumido pela empresa também se revelou deficiente em vários aspectos, reduzindo o número de veículos, encarecendo as tarifas e não cumprindo os horários. Além de tudo, a Usina produzia muita fumaça e fuligem, que recaía sobre os moradores da redondeza, sendo um dos pontos que mais gerou polêmica na época. Os protestos não cessavam e muitas matérias foram publicadas na imprensa apontando os problemas que a Usina trazia. Após algumas iniciativas que produziram pouco efeito, como a instalação de filtros de fuligem e eliminadores de cinzas, foi construída a atual chaminé de 117 metros para amenizar os transtornos causados pela poluição. A chaminé tornou-se um ponto de referência arquitetônico e geográfico da cidade.
O abastecimento de energia continuou problemático por muitos anos. Com o início da II Guerra Mundial (1939-1945) os problemas pioraram, gerando uma crise de energia. Em abril de 1939, durante uma reunião de prefeitos envolvidos no projeto da usina do rio Jacuí, o prefeito Loureiro da Silva alertou para o risco de iminente colapso do sistema elétrico na capital, logo em seguida implementando o congelamento das tarifas. Em 1943 o Governo do Estado fundou a Comissão Estadual de Energia Elétrica (antecessora da CEEE), com o objetivo de assumir toda a geração de energia elétrica. Em novembro de 1945 foi decretado um racionamento de energia, em 1946 os carvoeiros de São Jerônimo entraram em greve, deixando a Usina sem combustível, e a cidade sofreu o maior blecaute desde a grande enchente de 1941. A CBFE instalou um gerador adicional em caráter de emergência, mas novos cortes continuaram acontecendo. O monopólio da CBFE foi quebrado em 1947, por insuficiências no atendimento. Em 1948 foi imposto o maior racionamento que a cidade já havia enfrentado, resultando na instalação de uma Comissão de Inquérito pela Câmara de Vereadores. Em abril a Assembleia Legislativa do Estado do Rio Grande do Sul (ALRS) pediu a decretação de Estado de Calamidade Pública. Em contrapartida, a CBFE ameaçou suspender totalmente o abastecimento se a Prefeitura não pagasse as contas atrasadas. A crise produziu efeitos em larga escala. O transporte, a iluminação, o fornecimento de água, a indústria e o comércio foram severamente prejudicados e as empresas demitiram grande número de empregados. Em 1949 a Comissão Estadual de Energia Elétrica instalou uma usina de emergência.

### Fechamento, decadência e revalorização
Enquanto isso, foi iniciada uma investigação na contabilidade da CBFE, sendo revelado que a empresa remetia para o exterior quase o dobro do que recebia, e quase todos os empréstimos que havia feito eram com a Americam Foreign Power, configurando transferência de recursos entre companhias pertencentes aos mesmos acionistas, a fim de contornar a legislação anti-truste dos Estados Unidos e a limitação do lucro em 10% da legislação local. Em 1951 a CBFE sofreu intervenção e foi decidido seu afastamento do serviço público, transferindo-se suas atribuições à Comissão. No entanto, a encampação definitiva pelo Governo teve de esperar até 1958, no término do contrato. A encampação não resolveu as dificuldades da Usina. Novos e sérios racionamentos aconteceram ao longo da década de 1960, e durante a ditadura militar a administração passou para a Eletrobras. Foram feitas tentativas de modernização e mudança do combustível para o óleo diesel, mas a crise do petróleo de 1973 provocou constantes interrupções no fornecimento e acabou por decretar o encerramento das suas atividades em 1974.

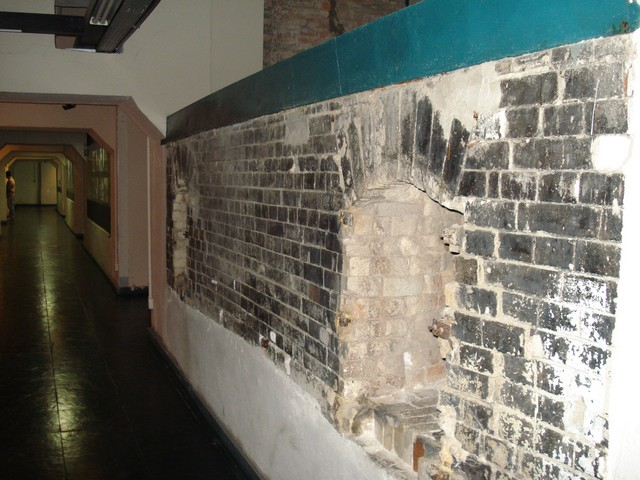
Remanescentes dos antigos fornos com tijolos refratários

Desde então o prédio foi abandonado e entrou em decadência. Entretanto, na década de 1970, especialmente ao longo das comemorações dos 200 anos de fundação da cidade em 1972, a Usina entrou no foco dos historiadores e dos interessados em patrimônio histórico, mas depois do fechamento a intenção do governo municipal era demoli-la para permitir a extensão da Avenida Perimetral e a reurbanização da área. A chamada Volta do Gasômetro é um local carregado de história, sendo parte do núcleo primitivo da cidade, e sempre foi reconhecida como uma área estratégica devido à presença secular de várias instituições militares. A Usina, tão ligada à evolução urbanística, infraestrutural e econômica e ao processo de modernização da cidade, aumentava a importância do lugar. Ela também passou a ser vista como um símbolo do trabalho e um lugar de memória do operariado.
Já em 1978 a primeira dama do Estado, Ecléa Guazzelli, associando-se a Paulo Amorim, diretor do Departamento de Assuntos Culturais da Secretaria de Educação e Cultura, tinham planos de usar o prédio para instalar um Centro de Criatividade, mas neste momento a ideia não levou a nada de concreto. Em 17 de setembro de 1980, diante de rumores de que a Usina seria vendida, um ato público diante da Usina reuniu estudantes de arquitetura, técnicos do planejamento urbano e outras pessoas ligadas à defesa do patrimônio histórico, que teve grande repercussão na imprensa. Não obstante, o prédio sofria repetidas depredações e vandalismos, máquinas, ferragens, turbinas, tijolos refratários e outros elementos foram furtados, foi usada por pessoas sem teto para moradia, deixando o edifício em situação decrépita. Não bastando, a CEEE em 1981 abriu grandes rombos nas paredes do edifício para permitir a retirada de equipamentos, escadarias e galerias em ferro trabalhado e outras peças de metal para vendê-los como sucata, perdendo-se assim elementos valiosos de sua história e de sua integridade como documento histórico.

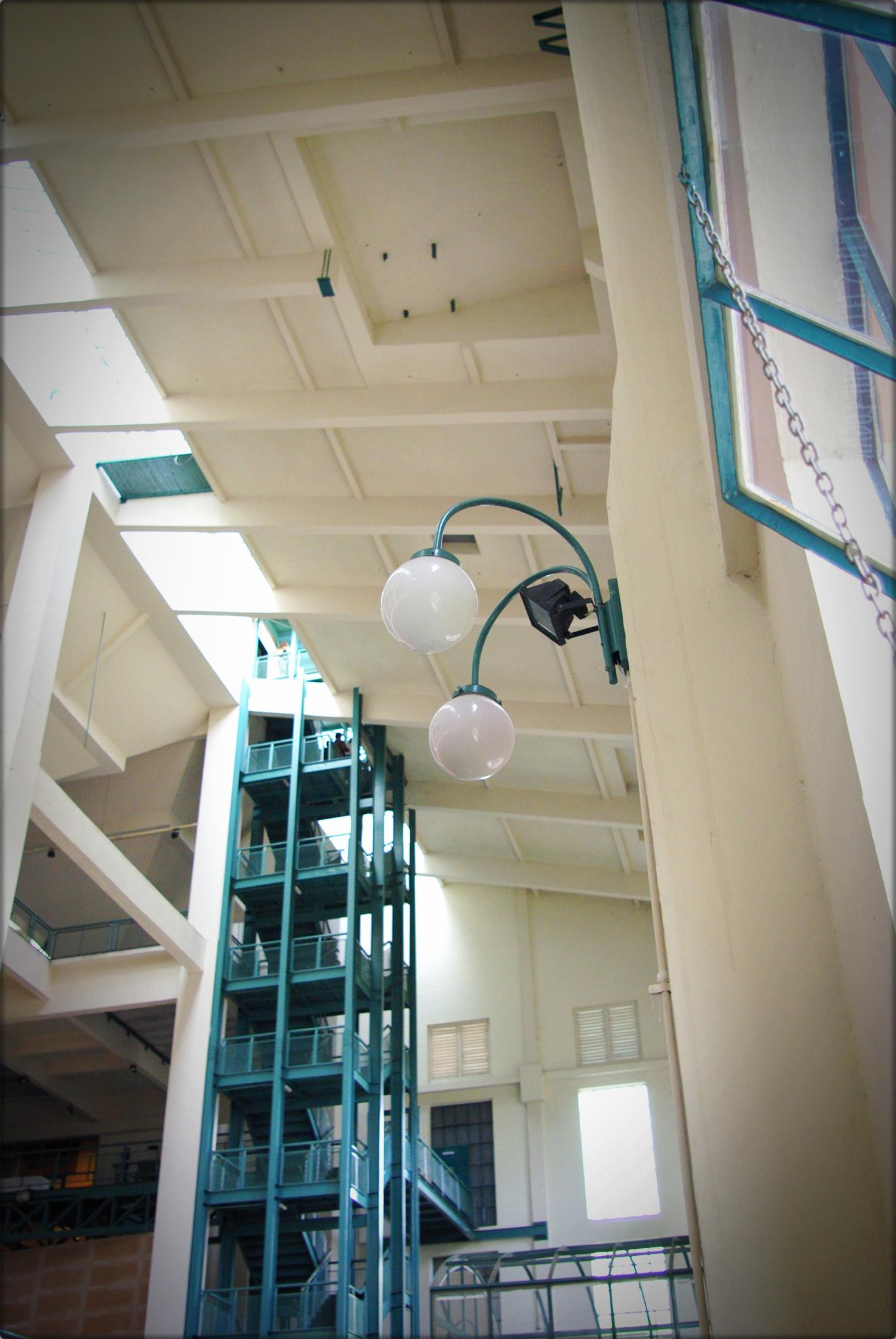
Detalhe do interior

Ainda em 1981 a Prefeitura pela primeira vez se pronunciou oficialmente a favor da sua conservação, enviando à Câmara um projeto de lei autorizando a transferência da posse do imóvel do Ministério de Minas e Energia e da Eletrobras para a Prefeitura (que não ocorreu), e alterando o traçado da Perimetral para evitar sua demolição. O movimento preservacionista cresceu e várias entidades da sociedade civil se juntaram a ele, incluindo o Museu do Trabalho, a Associação dos Dirigentes de Vendas, a Associação Brasileira de Agências de Viagens, o SENAC, o Movimento Gaúcho em Defesa da Cultura e Embratur, embora suas motivações não fossem as mesmas. Um grupo pretendia explorar a Usina comercialmente, e outro tinha intenção de fazer dela um centro de cultura e história.
Sob a liderança do Museu do Trabalho, que repudiou as propostas de uso comercial, a partir de 1982 foram articuladas várias ações para o resgate de materiais e documentação que ainda existiam no interior e para aproximar a Usina da população, incluindo a montagem da Feira Livre do Gasômetro nos sábados à tarde, onde o público podia comprar artesanato, livros e discos, fazer lanches e assistir a apresentações artísticas. Neste ano a Eletrobras emprestou o imóvel para o município por tempo indeterminado e o município tombou a Usina como Patrimônio Histórico e Cultural, o que garantiu sua preservação. Também foi apresentado em janeiro de 1983 um projeto de uso ao Ministério da Educação e Cultura, que foi bem recebido, e um pedido para o IPHAN também tombar a estrutura. O comitê de avaliação do IPHAN foi unânime em reconhecer a Usina do Gasômetro como "um precioso documento de arquitetura industrial, estreitamente ligada à vida de Porto Alegre e que, dentro dos critérios de preservação produzidos pela Carta de Veneza, deve ser perenizada". Contudo, delegou para o estado esta tarefa, encaminhado a solicitação para o governador. Reconhecendo o seu valor histórico, o IPHAE inscreveu a Usina no seu Livro Tombo Histórico em 31 de maio de 1983.
O projeto de uso do Museu do Trabalho previa a reserva de grande parte do prédio para a instalação definitiva do Museu, que funcionava provisoriamente em três galpões nas proximidades, e teve o apoio do presidente da Assembleia Legislativa, Antenor Ferrari, e da grife paulista Zoomp, que doou um milhão de cruzeiros para o restauro. Foi convidada a reputada arquiteta Lina Bo Bardi para desenvolver o projeto de recuperação e adaptação do edifício, foi criada a Fundação de Ciência e Cultura Usina do Gasômetro para dar apoio e captar verbas, foi reunida uma equipe técnica para pesquisar a história e a arquitetura da Usina, e vários outros eventos para engajamento do público foram realizados. Mas toda essa movimentação acabou não tendo muitos resultados práticos. Finalmente, antes das eleições de 1985, todos os candidatos a prefeito assinaram a Carta da Usina do Gasômetro, comprometendo-se com sua efetiva revitalização.

## Centro Cultural Usina do Gasômetro

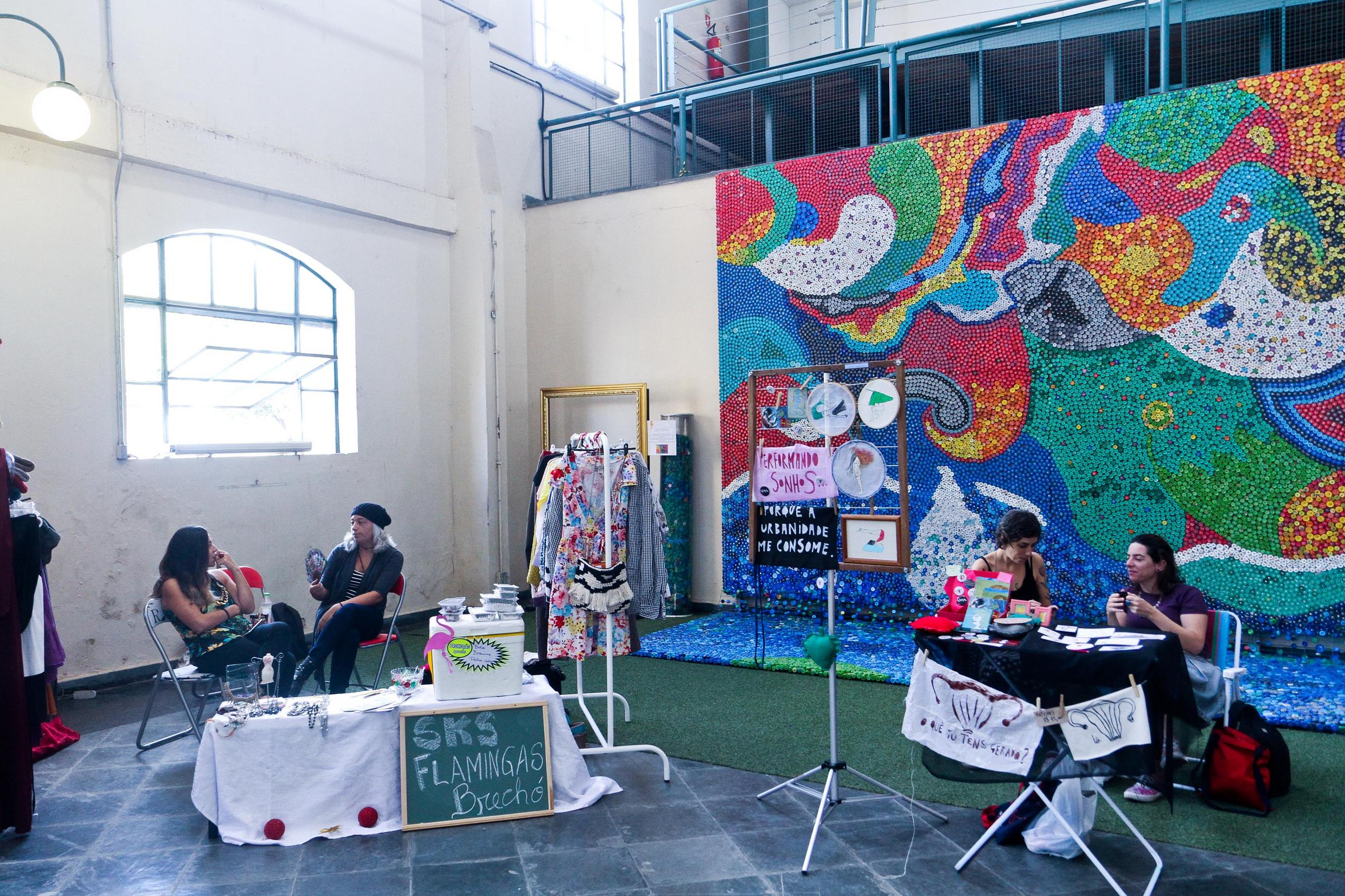
1ª Feira de Profissões para Mulheres, 2017

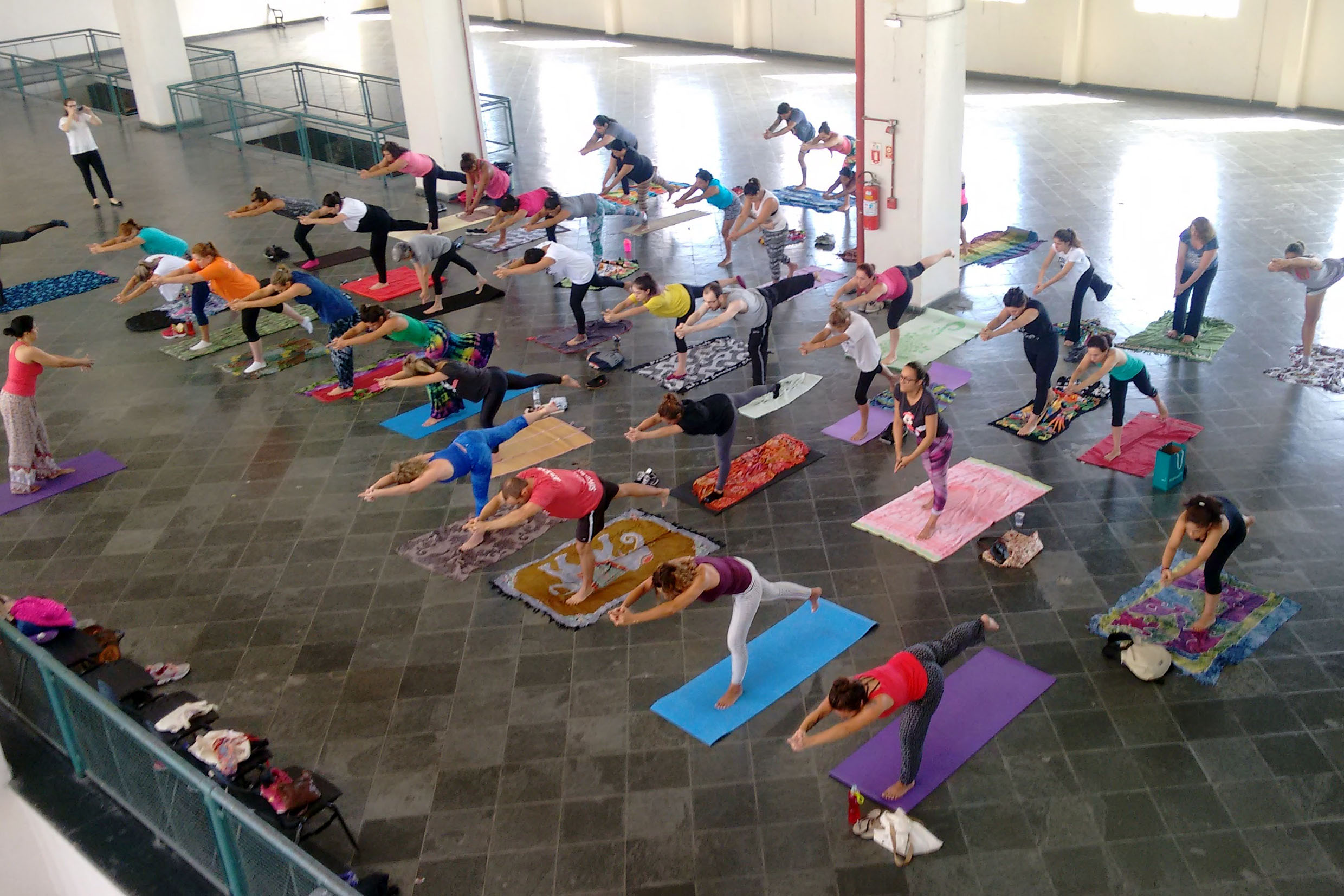
Oficina de yoga, 2017

Alceu Collares foi eleito, e em 1987 iniciaram algumas obras de recuperação das estruturas e limpeza do interior, mas a forma de uso ainda estava em debate. A Prefeitura pretendia instalar um centro de preparação de mão-de-obra, um restaurante e um teatro, mas não havia verbas disponíveis. Mesmo com a reforma inacabada e o edifício em estado precário, não havendo nem rede elétrica ou sanitários funcionando, foi inaugurado em 29 de dezembro de 1988, e imediatamente depois as obras foram paralisadas. Somente no final de 1989, já na gestão de Olívio Dutra, foi assinado um convênio entre os governos do estado e do município para ultimar a restauração e adaptação e possibilitar uma efetiva ocupação do imóvel. Ao mesmo tempo, foi formada uma nova comissão para definir a forma de uso, que ao final arruinou as pretensões do Museu do Trabalho, destinando a ele apenas 300 metros quadrados (o projeto original previa a destinação de todo o térreo e mais um pavimento), e o restante seria um centro cultural com atividades diversificadas.
Foi aberto à população no fim de 1991, ainda com as obras em andamento. Assim que foi inaugurada como Centro Cultural a Usina sediou importantes eventos e exposições, como a Festa Latino-Americana do Artesanato, as comemorações de Primeiro de Maio de 1992 e os eventos relacionados à ECO 92 - Conferência das Nações Unidas sobre o Meio Ambiente e o Desenvolvimento. Como um centro cultural a Usina rapidamente ganhou o favor do público, tornando-se um dos principais equipamentos de cultura da capital e recebendo grande visitação local e de fora, e faz parte de um importante corredor cultural da cidade.
Os 18.000 m² de área abrigam auditórios, salas multiuso, anfiteatros, galerias para exposições, laboratório fotográfico, estúdio de gravação, videoteca, centro de documentação, biblioteca, cinema, teatro e cafeterias. A Usina desenvolve inúmeras atividades de teatro, música, cinema, dança e artes visuais, oficinas, cursos, eventos, feiras, palestras, e conta com um Centro de Informações Turísticas.
Nas palavras de Escorteganha et al., "o Centro Cultural da Usina do Gasômetro abriu uma nova perspectiva à cidade de Porto Alegre e reativou a memória histórica que há muito tempo estava esquecida. A reabilitação deste complexo arquitetônico monumental e histórico permitiu, não somente aos habitantes locais o benefício das atividades culturais, mas também promover o desenvolvimento de um turismo sustentável nesta região. Ela modificou completamente a imagem negativa em relação à zona portuária da cidade com a criação deste corredor cultural, que liga da Usina do Gasômetro ao Cais do Porto Mauá, contribuindo com a recomposição paisagística do Rio Guaíba".

### Espaços
Em 2014 havia os seguintes espaços:

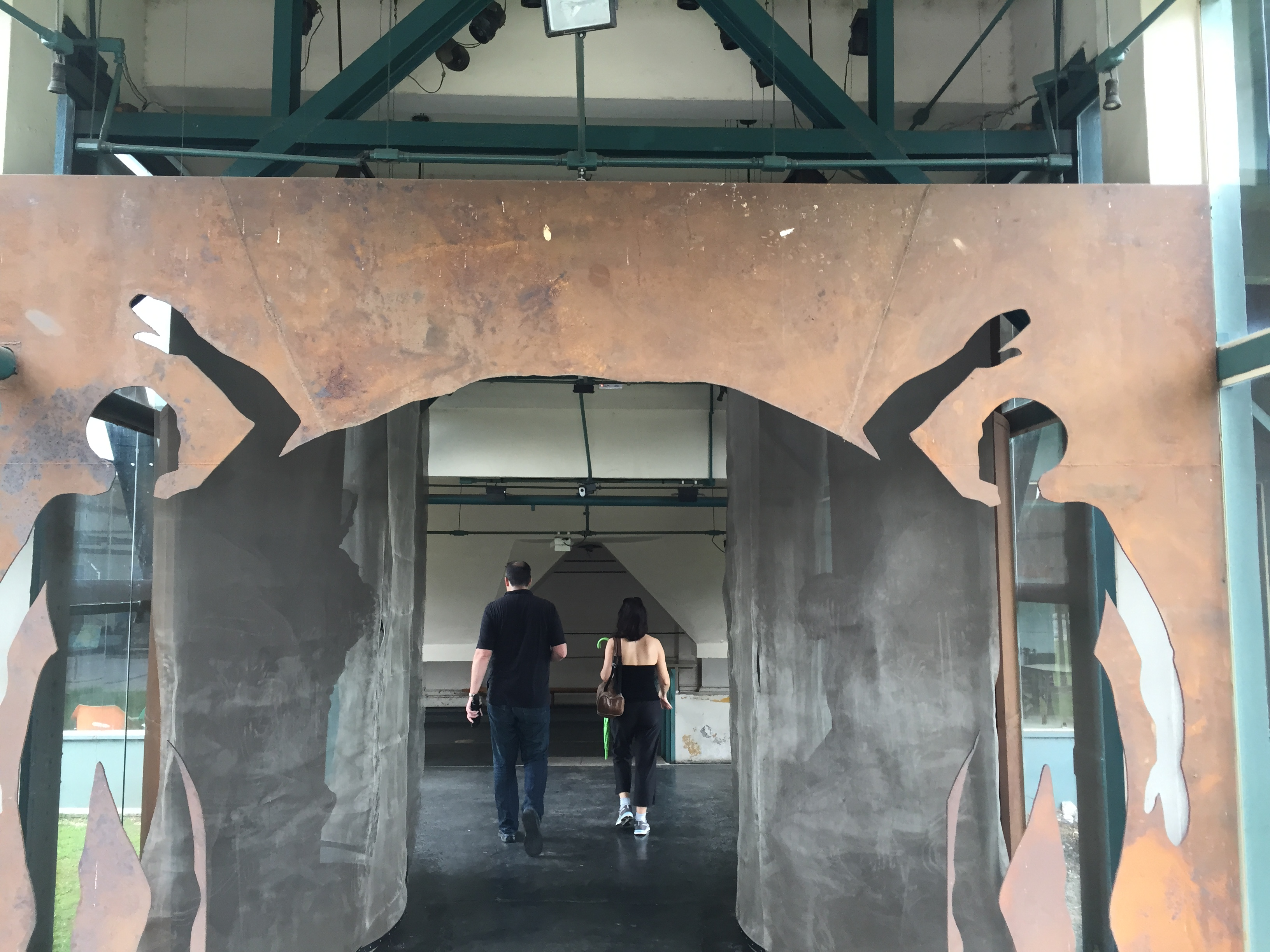
Escultura de ferro na entrada

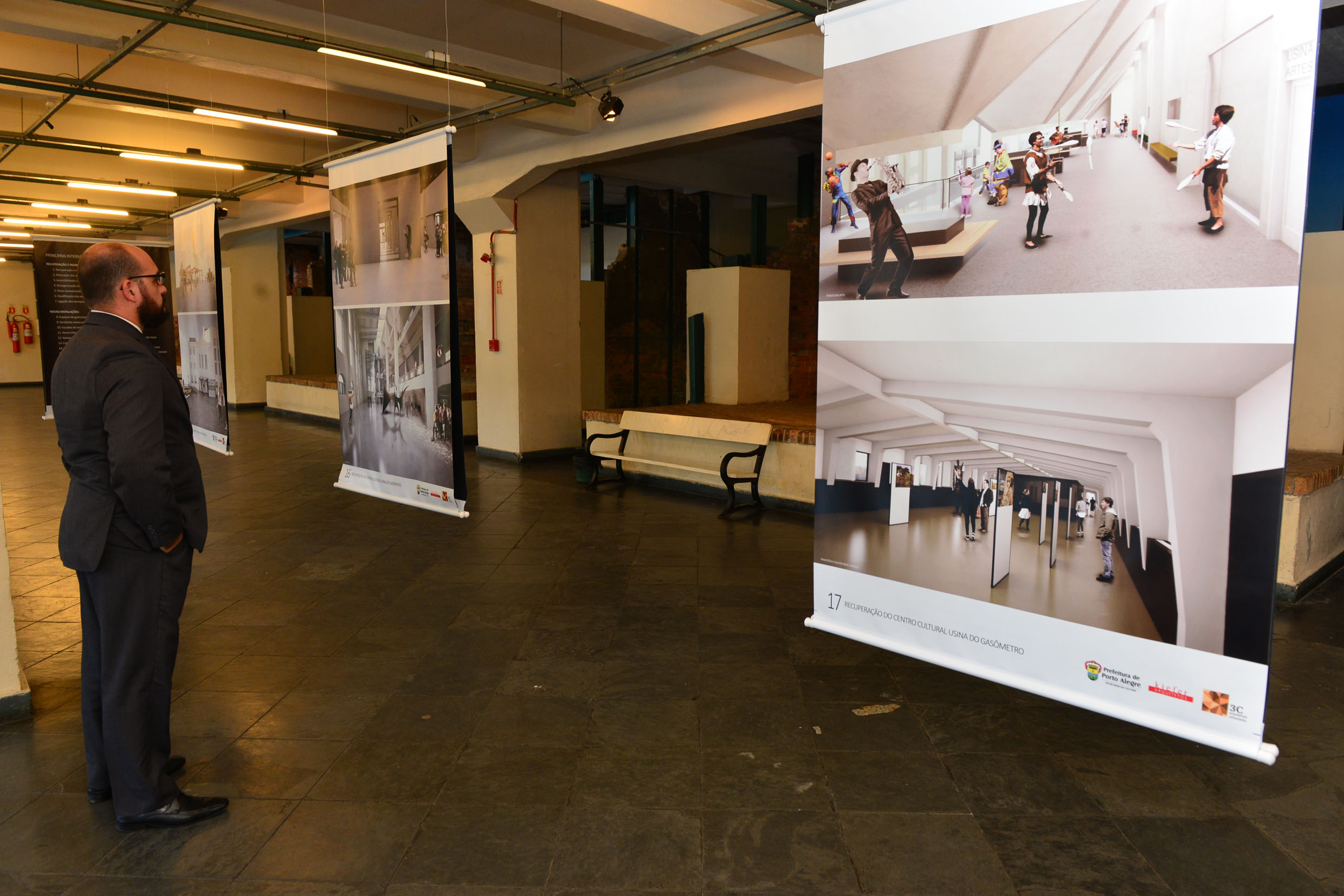
Exposição na Semana de Porto Alegre de 2017

Primeiro andar: Recepção, saguão utilizado para eventos, exposições e feiras, loja. Usina do Papel.  Memorial da Usina. Galeria Iberê Camargo. Galeria dos Arcos.
Segundo andar: Espaço para grandes eventos, feiras e exposições, além de bar e terraço com vista para a Avenida Presidente João Goulart. Sala Julieta Battistioli (em homenagem à primeira vereadora de Porto Alegre), com capacidade para 250 pessoas, é palco para eventos, seminários e conferências. Teatro Elis Regina, com 745m², sem palco fixo, apto para montagens de vários tipos.
Terceiro andar: Sala de cinema P. F. Gastal com uma cafeteria. Coordenação Municipal de Cinema, Vídeo e Fotografia. Sede do Programa Nacional de Incentivo à Leitura da Região Metropolitana de Porto Alegre.
Quarto andar: Área de 403m² para exposições e terraço com vista para o Guaíba e para o Centro da cidade.
Quinto andar: Sala para ensaios. Duas salas multiúso com capacidade para 40 lugares. Galeria Lunara. Acervo de Filmes e Vídeos da Secretaria Municipal de Cultura.
Sexto andar: Direção. Núcleo de Serviços Gerais. Coordenações Municipais do Carnaval, da Descentralização, das Manifestações Populares, Setor de Mostras. Equipe do Acervo Artístico. Conselho Municipal de Cultura. 
A Usina apresenta ainda um espaço externo com amplo estacionamento, local para shows e o Bar Chaminé Usina.

### Fechamento e reforma
Ao longo dos anos, desde a reabertura, a Usina recebeu diversas pequenas obras de manutenção, e foi totalmente pintada em 2006. Na década de 2010 começaram a aparecer problemas estruturais mais sérios, alguns espaços foram interditados por medida de segurança, o sistema de prevenção de incêndios estava obsoleto, e iniciou o desenvolvimento de um projeto de reformas, com licitação aprovada em 4 de novembro de 2015 e contrato firmado em agosto de 2016. A ideia era ambiciosa, pretendendo uma transformação completa no espaço, inspirada no modelo da Galeria Tate Modern de Londres. Segundo o arquiteto Tiago Holzmann, da empresa contratada para elaborar o anteprojeto, "foi pensado como ideal, para qualificar e colocar a Usina como um dos melhores centros culturais do país". O custo foi estimado em 40 milhões de reais.

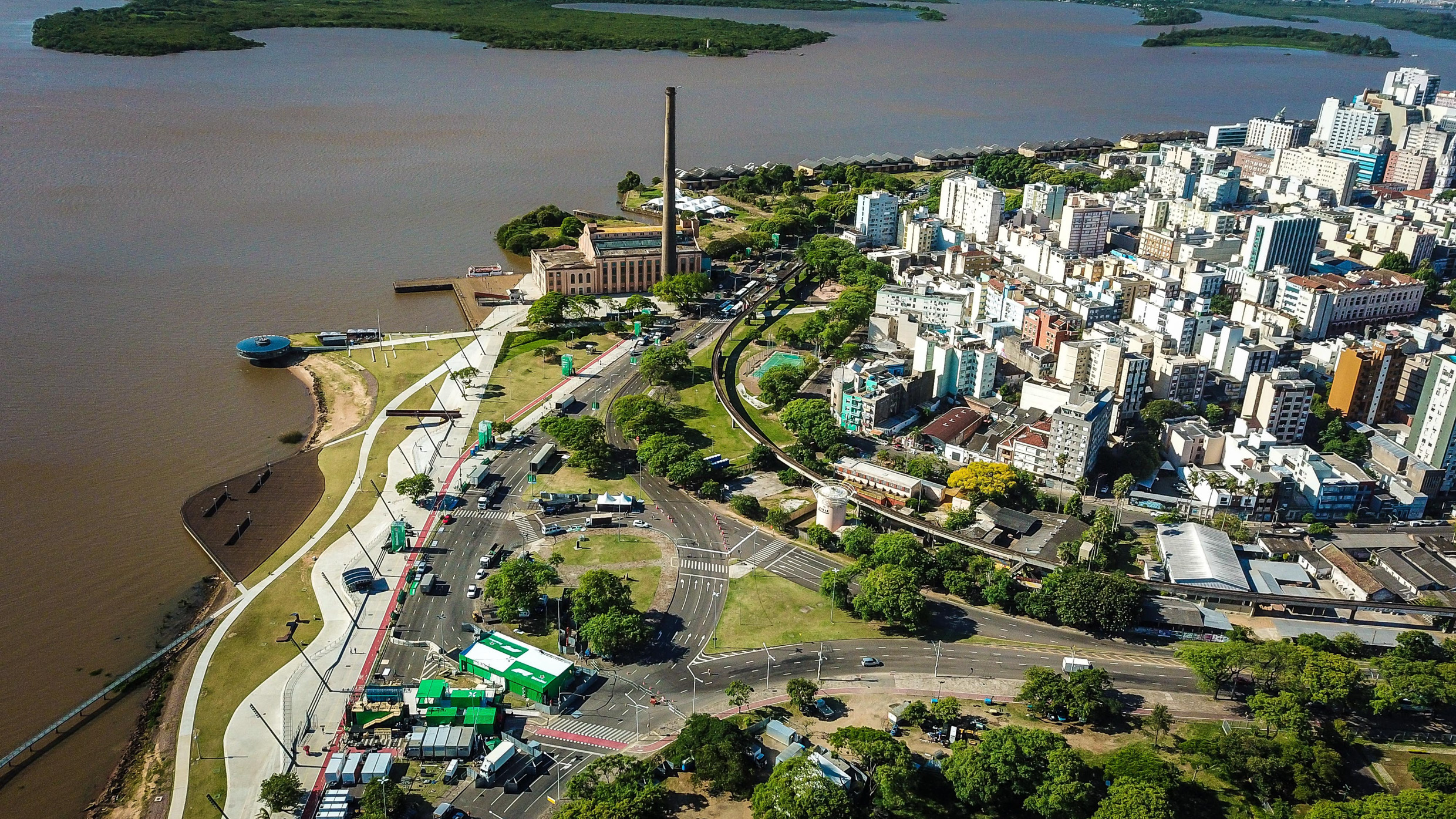
Localização da Usina na Volta do Gasômetro

A Prefeitura aprovou a última etapa do anteprojeto em agosto de 2017 e estava praticamente pronto em setembro, mas alegando-se a impossibilidade de captar um valor tão alto, ele foi subitamente descartado e a Usina foi fechada em novembro, sendo então desenvolvido outro projeto, mais modesto e centrado nas necessidades mais urgentes, visando apenas recuperar o que já existia. Todos os departamentos administrativos municipais que funcionavam na Usina foram transferidos para outros locais e as atividades culturais também foram realocadas, na medida do possível. Já estavam em andamento estudos para sua terceirização.
O contrato para as obras só foi assinado em dezembro de 2019, sendo iniciadas em 2020, prevendo-se a instalação de climatização, melhorias na acessibilidade, segurança e rede elétrica, e readequação do Teatro Elis Regina e de outros espaços para receber restaurantes, sala de cinema, camarins, salas multiuso, sanitários e elevadores. A previsão era a entrega do prédio no fim de 2020, mas o cronograma foi atrasado. Em outubro de 2021 as obras foram interrompidas e os operários foram demitidos, de acordo com a Prefeitura, devido a erros no projeto. Em março de 2022 o contrato foi adaptado com nova prorrogação do prazo e modificação do orçamento, com um acréscimo de 44% em relação ao valor original.
Em fevereiro de 2024 a Prefeitura apresentou um projeto de privatização da operação da Usina por 20 anos, com cobrança de ingresso em determinados espaços e no acesso a certas atividades. A proposta incluía uma consulta pública à população, mas desencadeou polêmica. Representantes do governo e vereadores se posicionaram a favor, alegando que a privatização deveria melhorar a qualidade dos serviços e democratizar o acesso, mas outros vereadores e representantes de diferentes entidades são contrários. A secretária municipal de Parcerias, Ana Maria Pellini, disse que "é uma nova forma de administração, que busca ajuda na iniciativa privada naquilo que ela é boa, na zeladoria, conservação e cuidado, para nos ajudar a conservar este espaço que é tão nobre para todos nós". Já a presidente do Conselho Municipal de Cultura, Rozane Dal Sasso, protestou dizendo que "o governo serve para governar. Por quê temos um governo municipal? Ora, para cuidar dos espaços, da saúde, da educação e da cultura". A privatização também enfrenta aspectos jurídicos complicados, pois o convênio de cessão do imóvel ao município de 1982 determina que o espaço permaneça público, e a privatização da Eletrobras no governo Bolsonaro criou pontos nebulosos na questão da posse do imóvel. De acordo com o superintendente de Patrimônio da União, Emerson Rodrigues, por força do convênio a Prefeitura não pode passar a gestão da Usina à iniciativa privada. Em função disso, a Prefeitura iniciou negociações para a doação definitiva do terreno e do prédio ao município.

### Enchente de 2024 e reabertura

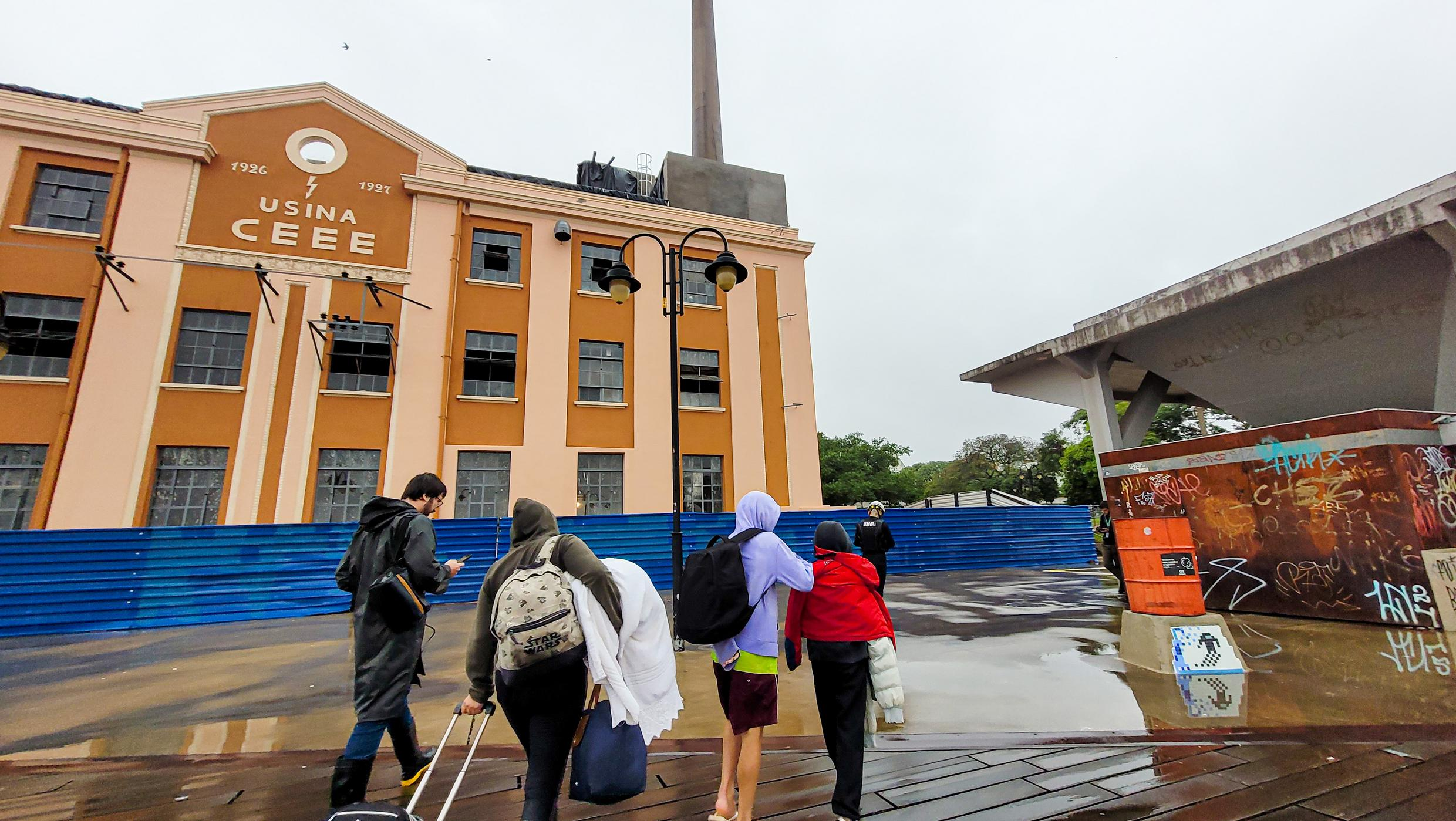
Ponto de resgate diante da Usina na enchente de 2024

Situada à beira do lago, em 2024 a Usina foi fortemente atingida pela grande enchente deste ano. As obras foram paralisadas novamente e na sua área externa foi montado um ponto de resgate de desabrigados. A enchente causou a perda de materiais destinados à reforma e danos nas instalações, com um prejuízo estimado em um milhão de reais.

#### Reabertura parcial
A Usina deveria reabrir em 1º de janeiro de 2025 para a posse do prefeito eleito Sebastião Melo, mas devido a um episódio de fortes chuvas a cerimônia foi adiada porque o prédio apresentava goteiras e não tinha eletricidade. O secretário municipal de Obras, André Flores, declarou que "o projeto de engenharia foi subdimensionado no orçamento e nas necessidades, pois não contemplava a totalidade das necessidades funcionais, estruturais, elétricas e de automação". O custo inicial da reforma, orçado em 11,4 milhões de reais, passou para 25,9 milhões. Reabriu parcialmente em 28 de março de 2025 para receber uma seção da Bienal do Mercosul.

#### Concessão
Em maio do mesmo ano, a Prefeitura anunciou o projeto de concessão integral da administração do espaço à iniciativa privada por 20 anos, devendo a Prefeitura arcar com o custo adicional de 1,1 milhão. A empresa pagará aos cofres públicos 7,9 milhões de reais em 20 anos, uma importância equivalente a cerca de 33 mil reais mensais. Na opinião do arquiteto e urbanista Tiago Holzmann da Silva, ex-presidente do Conselho Regional de Arquitetura e Urbanismo e do Instituto de Arquitetos do Brasil-RS, o valor é irrisório: "A gente não pode partir de um valor inferior a uns R$ 300 mil, R$ 400 mil por mês de aluguel de um edifício daquela magnitude. O município investe e agora aluga por 20 anos por um valor inferior ao que ele investiu. É uma coisa que não faz o menor sentido. É a entrega de patrimônio público recém-reformado de bandeja para o privado fazer os seus eventos e atividades dentro do equipamento que era público e ele agora vai estar a serviço desse interesse privado".